# Île de Pinarellu
L'île de Pinarellu (Ìsula di u Pinareddu en variété corse oltramontano), est une île de Corse, inhabitée et éloignée de 60 m du rivage.
Elle appartient administrativement à Zonza, est gérée par le conservation du littoral  et est classée Site Natura 2000 depuis 2008.
Elle est aussi appelée l'Île des Corsaires (en corse Isula di Corsi).

## Histoire
L'île abrite une tour éponyme de 13 m de haut, datant du XVIe siècle. Cette tour génoise est la seule tour carrée du sud de la Corse avec celle de San Ciprianu (commune de Lecci).